# Casa Mulleras
Casa Mulleras è una casa che si trova nel Passeig de Gràcia del quartiere Eixample di Barcellona. Originariamente costruita nel 1868 venne ristrutturata in stile neoclassico da Enric Sagnier tra il 1906 e il 1911. La casa confina con Casa Bonet e Casa Lleó Morera e fa parte di una fila di edifici noti come Illa de la Discòrdia che prende il nome dagli stili architettonici contrastanti delle varie case.

## Storia
La casa di Ramon Comas era stata originariamente costruita da Pau Martorell nel 1868. Nel 1906 fu acquistata da Ramon Mulleras che commissionò a Enric Sagnier il rinnovo della facciata. Contrariamente all'abitudine a spaziare attraverso diversi stili, Sagnier ha ridisegnato Casa Mulleras in stile neoclassico, completando il suo lavoro nel 1911. Nonostante il suo design relativamente sobrio rispetto alle proprietà vicine, Casa Mulleras presentaalcune caratteristiche eclettiche derivate dall'architettura rococò come nella galleria e nei balconi.